# Тисен (Виттенберг)
Тисен (нем. Thießen) — посёлок в Германии, в земле Саксония-Анхальт, входит в район Виттенберг в составе городского округа Косвиг.
Население составляет 669 человека (на 30 июня 2010 года). Занимает площадь 21,53 км².

## История
Первое упоминание о поселении относится к 1315 году, с названием Дызне (нем. Dysne). Постепенно трансформируясь в Dissen, Diesen, Dießen, и лишь в XVII веке появилось современное название Thießen.
До сентября 2010 года, Тисен образовывал собственную коммуну.
1 сентября 2010 года, после проведённых реформ, Тисен вошёл в состав городского округа Косвиг, в качестве района.

## Галерея

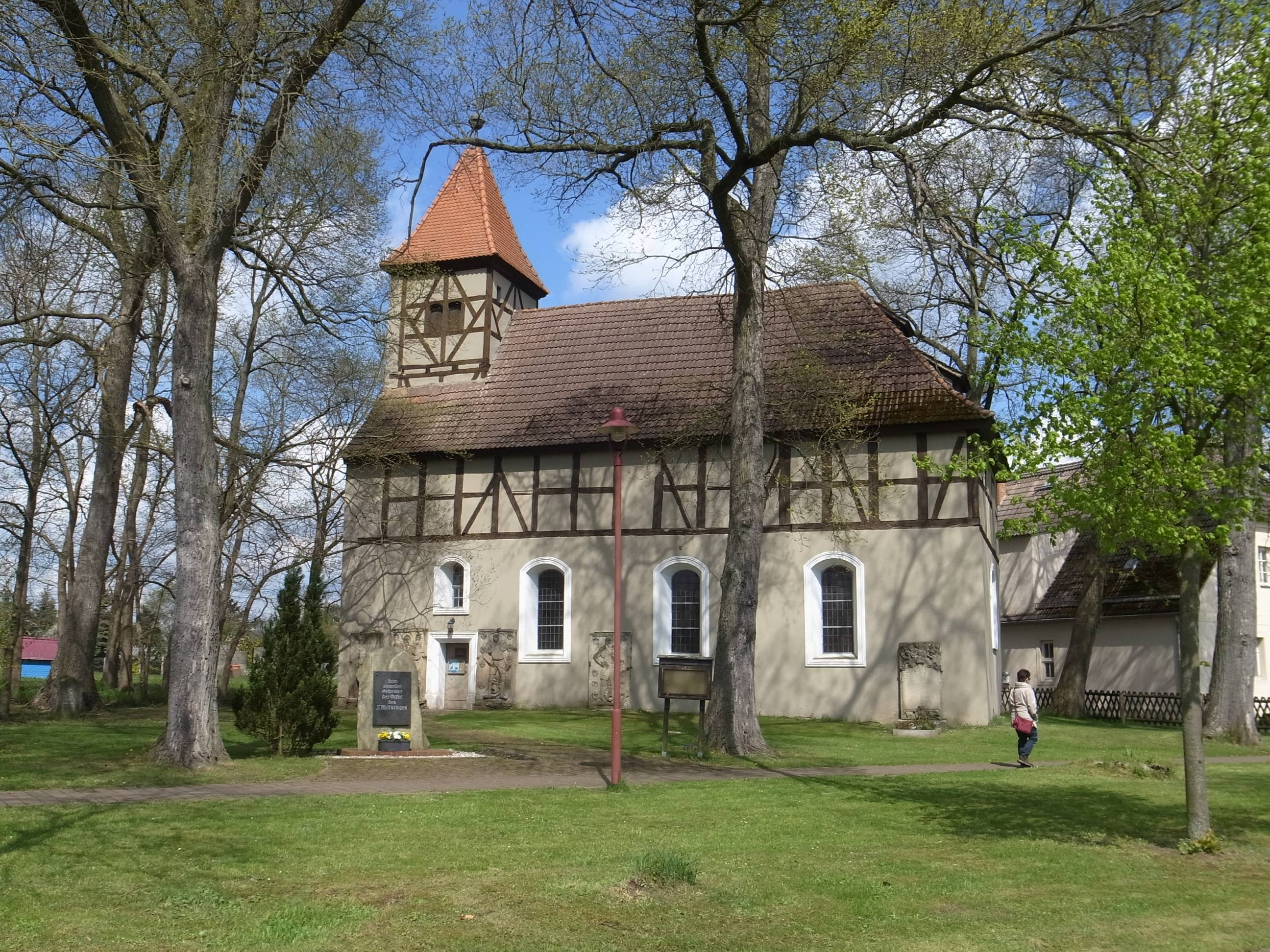
Церковь в Тисене
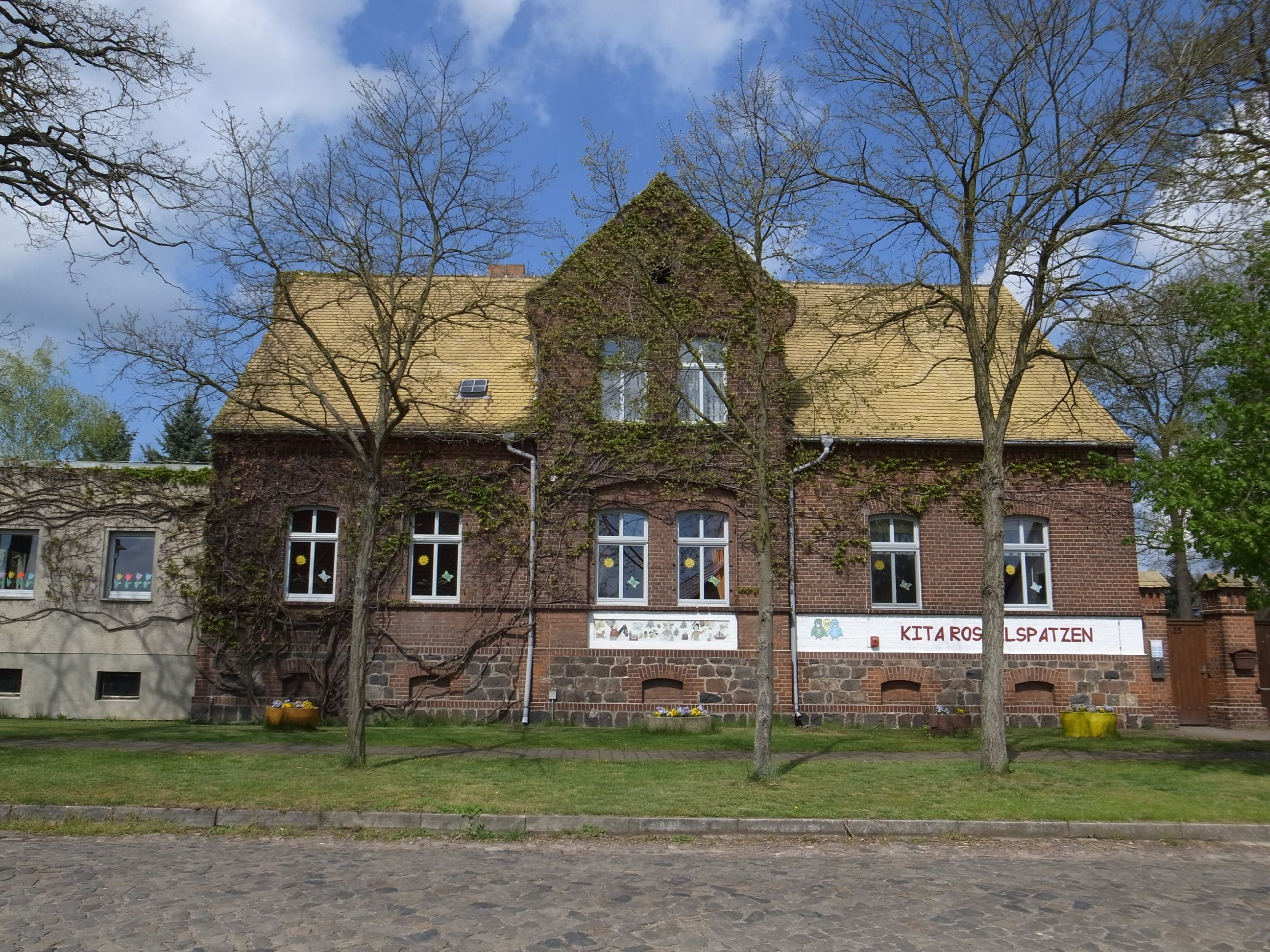
Школа в Тисене
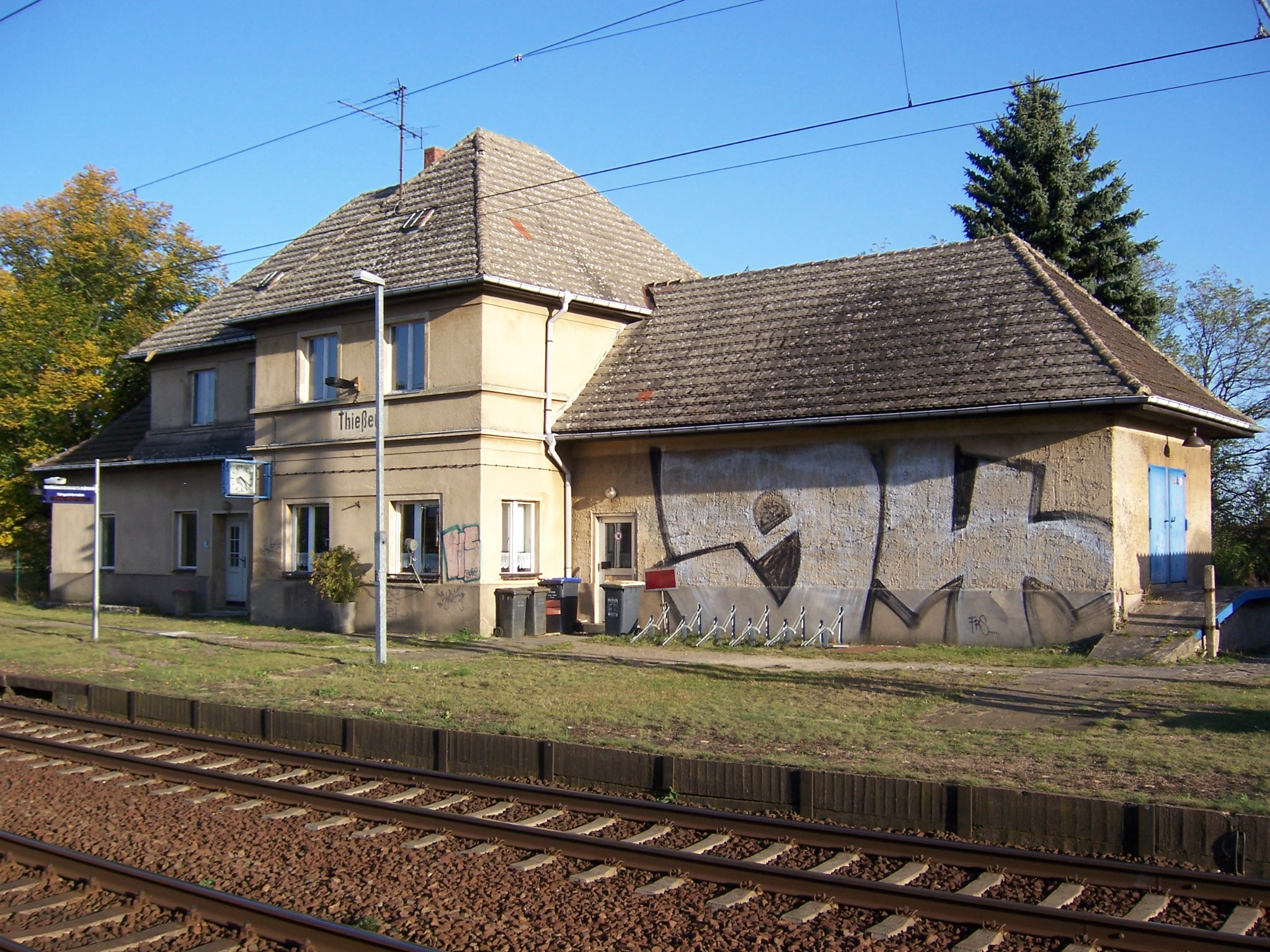
Ж/д станция Тисена
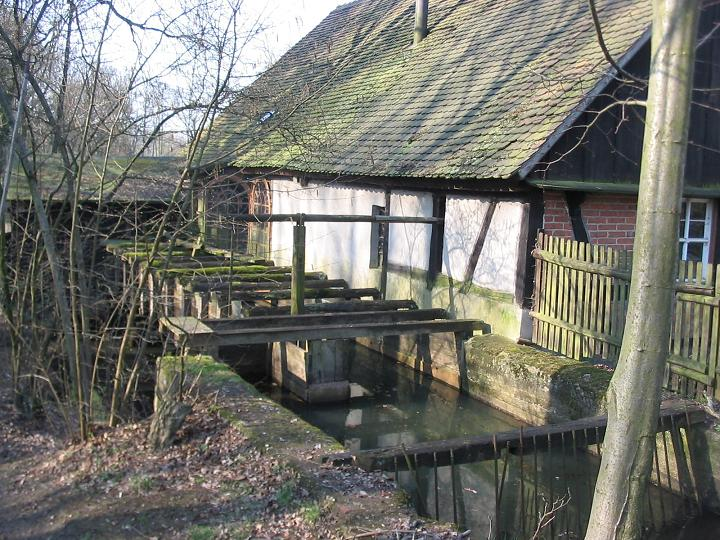
Медеплавильня 1603 года